# Tokyo Xtreme Racer: Drift

Capa do jogo

Tokyo Xtreme Racer: Drift é um jogo de racha lançado pela Genki em 27 de fevereiro de 2003, para o console PlayStation 2.